# 元熙 (東晋)
元熙（げんき）は、東晋の恭帝司馬徳文の治世に使用された元号。
西暦419年 - 420年。東晋最後の年号。

## 出来事
- 元熙元年
  - 正月元日：即日改元。
  - 8月：劉裕が宋王となる。
  - 12月：劉裕に天子に準ずる礼遇を許す。
- 元熙2年
  - 6月11日：恭帝が宋王劉裕に皇帝位を禅譲する。晋朝滅亡。

## 西暦・干支との対照表
| 元熙 | 元年  | 2年   |
| 西暦 | 419年 | 420年 |
| 干支 | 己未  | 庚申  |

## 他元号との対照表
| 元熙 | 元年   | 2年          |
| 西秦 | 永興8  | 建弘元       |
| 北魏 | 泰常4  | 泰常5        |
| 北涼 | 玄始8  | 玄始9        |
| 西涼 | 嘉興3  | 嘉興4 永建元 |
| 北燕 | 太平11 | 太平12       |
| 夏   | 真興元 | 真興2        |